# Méhémet Ali
Pour les articles homonymes, voir Mohammed Ali.
Méhémet Ali (en arabe محمد علي ou محمد علي باشا Mouhammad 'Alī Basha), également orthographié Muḥammad 'Alī ou Meḥmed 'Alī, né à la fin des années 1760 (la date exacte est débattue) à Kavala en Macédoine orientale (alors dans l'Empire ottoman) et mort le 2 août 1849 à Alexandrie en Égypte, est un officier ottoman d'origine albanaise,, gouverneur (wali) d'Égypte de 1804 à 1849 et généralement considéré comme le fondateur de l'Égypte moderne,.

## Biographie

### Origines familiales et jeunesse
Méhémet Ali est né dans le port macédonien de Kavala, dans le pachalik de Roumélie (appartenant alors à l'Empire ottoman, actuellement à la Grèce).
Il y est éduqué dans une famille dirigeante locale: par sa mére, Zanaib, il est le petit-fils du gouverneur turc de la ville, Husain Agha. Son père, Ibrahim Agha, est un marchand turc de tabac venu de Konya, nommé commandant du contingent d'irréguliers de la ville. Au décès de son père, Mehmet Ali, enfant, est élevé par son oncle et ses cousins. On lui attribue la réputation ⁹de travailleur acharné. Son oncle le promeut au rang de Bölükbaşı (en) afin qu'il puisse collecter les impôts dans sa ville de Kavala. Il s'acquitte de cette tâche avec succès et s'élève au rang de second commandant, sous les ordres de son cousin Sarachesme Halil Agha, dans le contingent des volontaires de Kavala qui sont envoyés afin de réoccuper l'Égypte après le retrait de Bonaparte.
Il épouse la fille du riche Ali Agha, Emine Nosratli, veuve d'Ali Bey (sultan mamelouk d'Égypte de 1760 à 1772). L'expédition arrive à Aboukir au printemps 1801.

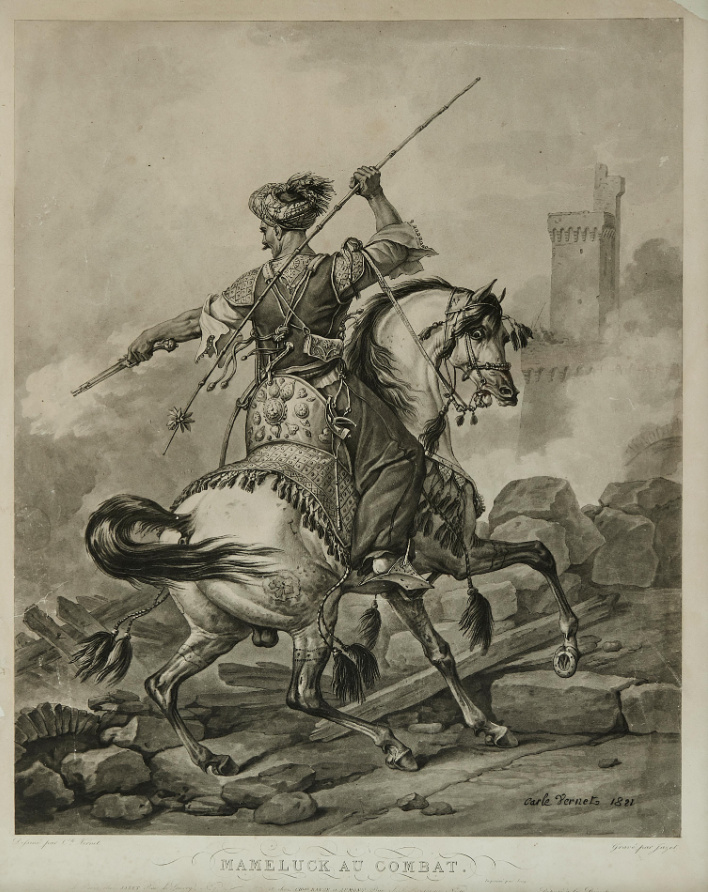
Cavalier mamelouk.

### Les débuts en Égypte (1801-1811)
Le retrait français avait laissé la province ottomane sans dirigeant. Les mamelouks affaiblis, tentaient de réimposer leur pouvoir, qui avait duré 600 ans. La population locale, sous la direction de ses oulémas y était hostile. Le sultan Ottoman profite de cette faiblesse pour tenter de rétablir son contrôle sur la région grâce en particulier au contingent d'Albanais où sert Mahmet Ali. 
Au cours de cette période d'anarchie, Méhémet Ali utilise ses troupes albanaises pour affirmer son prestige puis pour conquérir le pouvoir.
Entre 1801 et 1805, pendant les combats entre Mamelouks et Ottomans, il veille à s'attirer un soutien populaire. En 1805, le peuple, lassé par l'instabilité chronique, se révolte, dirigé par les oulémas. Un groupe de notables égyptiens demande la démission du Wali (gouverneur), Ahmad Kurshid Pacha, et la prise du pouvoir par Méhémet Ali. Le sultan ottoman Selim III n'étant pas en mesure de s'opposer à l'ascension de Méhémet Ali, accepte de consolider la position de ce dernier. En se positionnant comme le protecteur du peuple contre les Mamelouks, Méhémet Ali réussit à contenir l'opposition populaire jusqu'à l'affermissement de son pouvoir.
Après leurs défaites, les mamelouks, planifient à terme l'assassinat de Mehmet Ali. En 1811, il invite tous les dirigeants mamelouks à un festin à la citadelle du Caire en l'honneur de son fils Toussoun Pacha (en) (père d'Abbas Ier Hilmi), qui venait d'être nommé pour une expédition en Arabie. Lors du repas, les mamelouks sont emprisonnés puis assassinés, laissant à Méhémet Ali le pouvoir sur l'Égypte.
L'ambition de Méhémet Ali est alors de transformer l'Égypte en une puissance régionale qu'il voit comme le successeur naturel de l'Empire ottoman en décomposition. Méhémet Ali résume ainsi sa vision de l'Égypte:
« Je suis bien conscient que l'Empire ottoman va chaque jour vers sa destruction […]. Sur ses ruines, je vais fonder un vaste royaume […] jusqu'à l'Euphrate et au Tigre. »

### La modernisation de l'Égypte

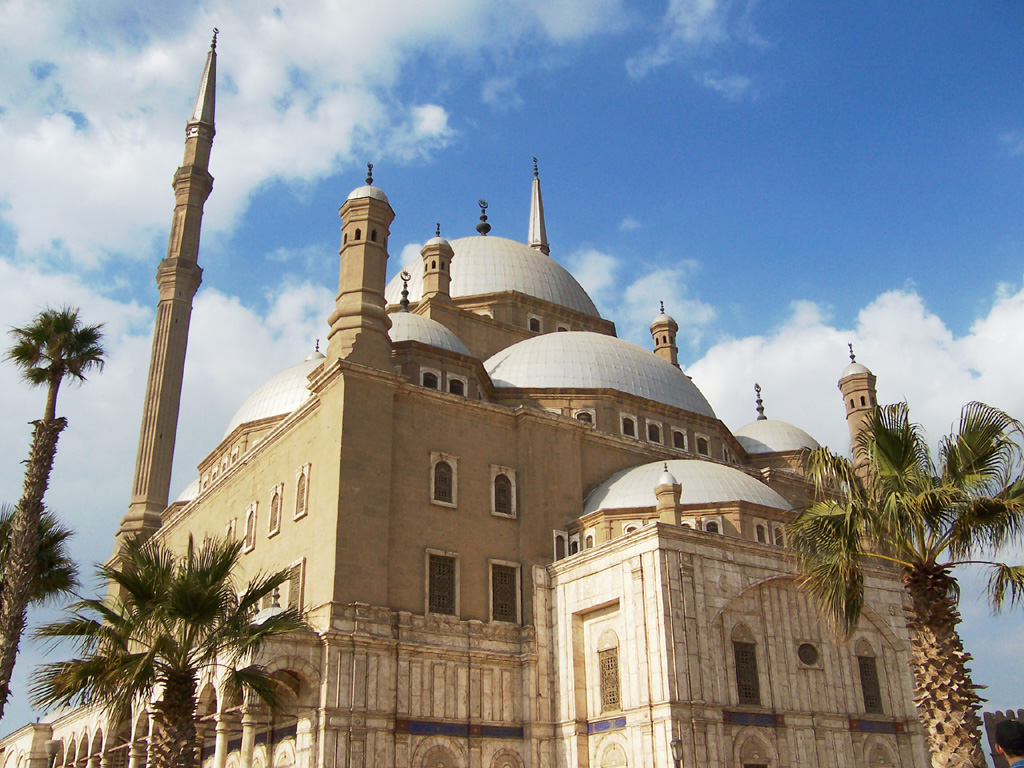
La mosquée de Méhémet-Ali (1830-1848), dans la citadelle qui domine la ville du Caire.

A cet effet, le vice-roi introduit de vastes réformes en Égypte : il met sur pied une armée de conscription à base de paysans égyptiens, qu'il utilise ensuite pour repousser les frontières de l'Égypte. Il engage d'importants travaux d'infrastructure, tels que des routes et des canaux en mobilisant plus de 300 000 cultivateurs, hommes, femmes, enfants, arrachés de leurs foyers et au prix de nombreuses vies volées par les maladies, les privations et les mauvais traitements. Il envisage également la construction d'une voie ferrée du Caire à Suez ainsi que le creusement d'un canal reliant la mer Méditerranée à la mer Rouge, deux projets qu'il n'a pas le temps de réaliser mais qui seront menés à bien par ses successeurs. Il fait du pays l'un des principaux producteurs mondiaux de coton. Il se signale aussi par des réformes sociales, et la création d'écoles modernes.
Il utilise l'État pour mettre en œuvre une révolution industrielle. Il constitue des monopoles d'État, achète des machines textiles modernes en Europe, fait construire des hauts fourneaux et des aciéries, confisque les terres des propriétaires mamelouks et y fait cultiver des denrées destinées à l'exportation. En 1830, l'Égypte occupait le cinquième rang mondial pour les broches à filer le coton par têtes d'habitant.
En signe de bonne entente avec la France, et avec l'accord du baron Taylor puis de Jean-François Champollion, il offre à Charles X et à la France, au début de 1830, les deux obélisques érigés devant le temple de Louxor. Seul celui de droite (en regardant le temple) est abattu et transporté vers la France par l'amiral Charles Jaurès.

### Une politique d'autonomie vis-à-vis du sultan
Il demeura officiellement pendant son règne un vassal du sultan ottoman, mais en réalité n'hésita pas à mener une politique indépendante. Il réprima pour le compte de celui-ci une révolte des wahhabites en Arabie, de 1811 à 1818, puis lui vint en aide dans la guerre d'indépendance grecque entre 1824 et 1828, en échange de divers territoires ; cette dernière opération provoqua la destruction de sa flotte à la bataille de Navarin. Il obtient peu après que ses fils lui succèdent à son poste.
Par ailleurs, en vue d'accaparer les ressources[réf. nécessaire] mythiques[pas clair] de l'Afrique (ivoire, or…), Méhémet Ali conquiert la Nubie et le bassin supérieur du Nil. Il fonde à la pointe du Nil Blanc et du Nil Bleu une ville dénommée Ras el-Khartoum. Là va s'établir le gouverneur de la nouvelle colonie égyptienne, dénommée Soudan (en arabe, le « pays des Noirs »).
Il se brouilla avec le sultan et entra en guerre contre lui en 1831. Sous la direction de son fils Ibrahim Pacha, les armées de Méhémet Ali s'emparèrent de la Palestine et de la Syrie, et s'approchèrent jusqu'à quelques jours de marche de Constantinople. Le 21 décembre 1832, une armée égyptienne de 15 000 hommes vainquit l'armée turque de 54 000 hommes durant la bataille de Konya. Une intervention diplomatique franco-britannique conduisit à une solution négociée en 1833, la convention de Kütahya laissait le contrôle de la Syrie et de la Palestine à l'Égypte.
En 1839, le sultan Mahmoud II reprit la guerre, mais subit une défaite décisive aux mains d'Ibrahim à Nisibe le 24 juin 1839. Il mourut peu après et les armées égyptiennes se rapprochèrent une nouvelle fois dangereusement de Constantinople.

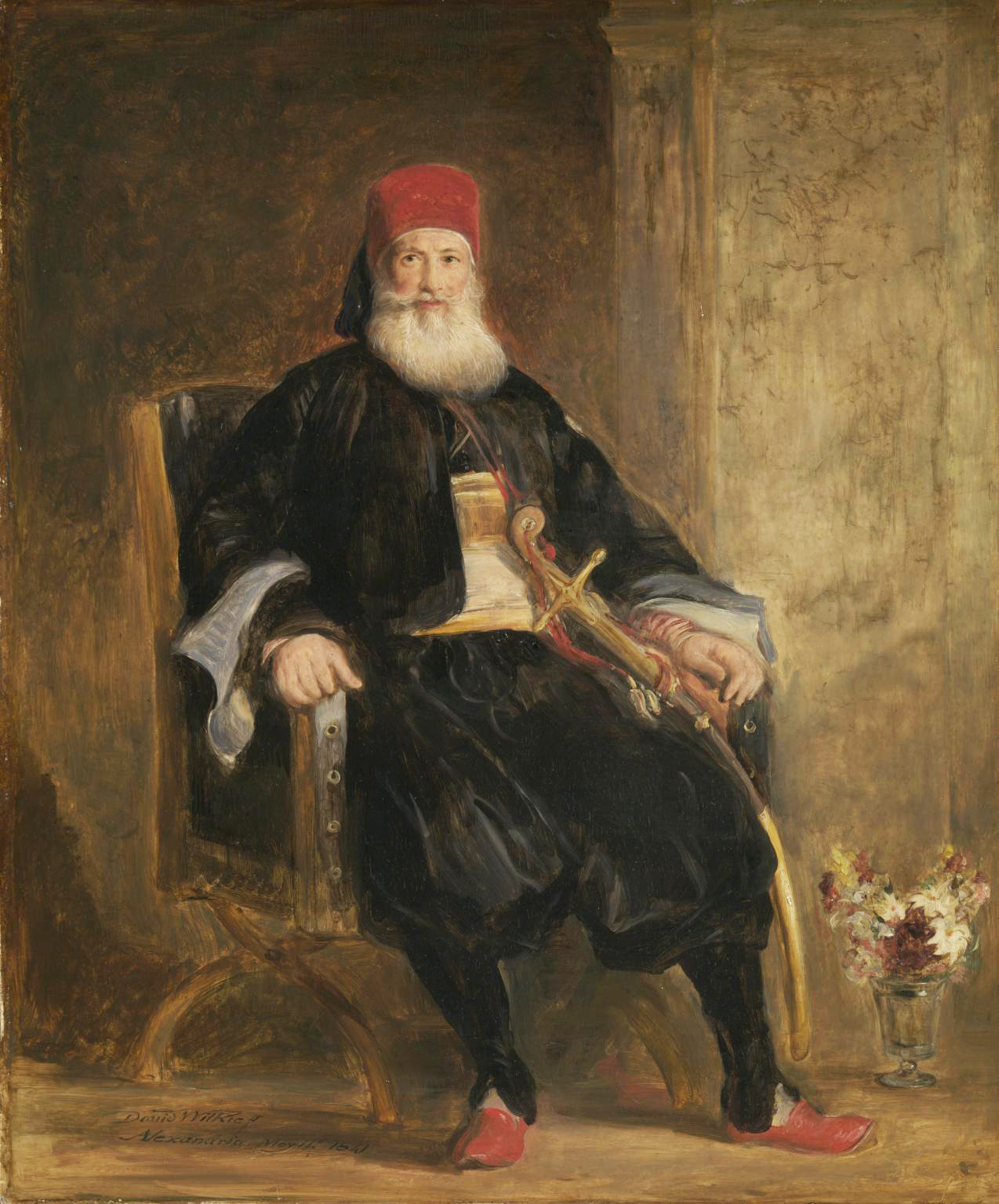
Méhémet Ali, David Wilkie (1841).

La Grande-Bretagne envoya sa flotte de guerre pour aider le sultan ottoman à rétablir son autorité sur l'Égypte, bombardant les ports libanais contrôlés par les Égyptiens et faisant débarquer des troupes en Syrie. En 1841, Méhémet Ali et Ibrahim durent céder le contrôle de la Syrie par le traité de Londres. L'Égypte fut également contrainte de licencier son armée, démanteler ses monopoles et accepter une politique de libre-échange imposée par les Britanniques. Lord Palmerston admettait avec un certain cynisme : « La soumission de Mohammed Ali à l'Angleterre [...] pourrait paraître injuste et partiale, mais nous sommes partiaux ; et les intérêts supérieurs de l'Europe requièrent que nous le soyons. »

### Dernières années (1848-1849)
Méhémet Ali est déposé en juillet 1848 sous prétexte d'incapacité mentale. Il abdique le 1er septembre et meurt en août 1849.
Son fils, Ibrahim puis son petit-fils Abbas, lui succèdent mais sont contraints d'accepter la tutelle de l'Empire britannique.

## Descendance
Il eut au moins quatre fils dont deux lui succédèrent à la tête de l'Égypte, Ibrahim (en 1848) et Saïd (de 1854 à 1863) :
- Ibrahim (1789-1848) ;
- Toussoun (1794-1816), père d'Abbas Ier Hilmi (1813-1854) ;
- Saïd (1822-1863) ;
- Halim (1831-1894)[10].

Parmi ses gendres figurent :
- Hussein Bey, commandant militaire ayant participé aux opérations de la guerre d'indépendance grecque (reconquête de la Crète, prise de Kassos, invasion du Péloponnèse), mort au combat en avril 1826 au cours du siège de Missolonghi ;
- Moharrem Bey, amiral de la flotte égyptienne notamment à Navarin.

Arbre généalogique de la dynastie (en gras, personnes ayant effectivement régné) :
- Méhémet Ali (1769-1849), wāli (1805-48)
  - Ibrahim Pacha (1789-1848), wāli (1848)
    - Ismaïl Pacha (1830-95), wāli puis khédive (1863-79)
      - Tawfiq Pacha (1852-92), khédive (1879-92)
        - Abbas II (1874-1944), khédive (1892-1914)
          - Mohammad Abdel Moneim (1899-1979), héritier présomptif (1899-1914), régent (1952-53)

        - Mohammed Ali Tawfiq (1875-1955), héritier présomptif (1892-99 et 1936-52)

      - Hussein Kamal Pacha (1853-1917), sultan (1914-17)
      - Fouad Ier (1868-1936), sultan puis roi (1917-36)
        - Farouk (1920-65), roi (1936-52)
          - Fouad II (né en 1952), roi (1952-53)
            - Mohamed Ali (né en 1979), prince du Saïd (1979)
              - Fouad (né en 2017)

        - Faouzia Fouad (1921-2013), reine d'Iran (1941-48)

    - Moustapha Fazl Pacha (1830-1875), ministre de l'Enseignement (1862), ministre des Finances (1864, 1869) et ministre de la Justice (1871-72)

  - Toussoun Pacha (1794-1816)
    - Abbas Ier (1813-54), wāli (1848-54)

  - Mohamed Saïd Pacha (1822-63), wāli (1854-63)

## Décorations
- Grand-croix de l'ordre impérial de Léopold (Monarchie austro-hongroise) ;
- Grand-croix de la Légion d'honneur (France) ;
- Grand cordon de l'ordre de l'Osmaniye (Empire ottoman) ;
- Grand cordon de l'ordre du Médjidié (Empire ottoman).